# Balberget
De Balberget is een berg gelegen in de gemeente Bjurholm in het Zweedse landschap Ångermanland.
De berg maakt deel uit van het bergmassief Ångermanbalen, dit bergmassief wordt op zijn beurt weer vaak beschouwd als een uitloper van het Stöttingfjället. Rond de 440 meter boven de zeespiegel gelegen hoogste top van de berg ligt Balbergets naturreservat. De top van de berg is alleen bereikbaar via een behoorlijk steil pad, maar eenmaal op de top heeft met uitzicht over het dal van de rivier de Öreälven en de vier kilometer ten oosten van de berg gelegen plaats Bjurholm.
De berg wordt vaak beschouwd als een symbool van Bjurholm, dit blijkt onder andere uit het feit dat een afbeelding van de berg prominent op de gemeente site aanwezig is.